# Військові реформи Петра I

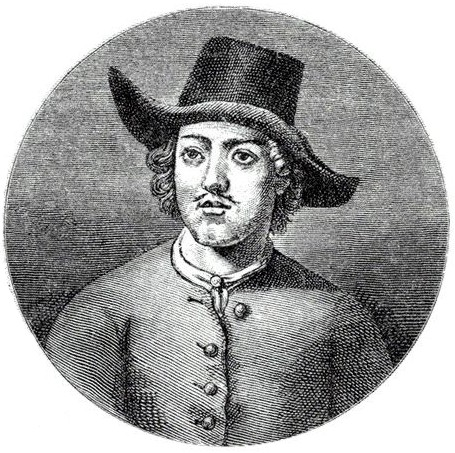
Прижиттєвий портрет Петра І, біля 1699

Військова реформа Петра I включала комплекс державних заходів щодо реорганізації системи комплектування армії і військового управління, створення регулярного військово-морського флоту, вдосконалення озброєння, вироблення і впровадження нової системи навчання і виховання військовослужбовців.

## Реформа війська
В ході військових реформ Петра І була скасована колишня військова організація: дворянське і стрілецьке військо і полки «нового ладу» (військові частини, сформовані у XVII столітті в Московському царстві за зразком західноєвропейських армій). Ці полки пішли на формування регулярної армії і склали її ядро.
Петром I була введена нова система комплектування регулярної армії. У 1699 році вводиться рекрутська повинність, узаконена указом Петра I в 1705 році. Суть її полягала в тому, що держава в примусовому порядку щорічно набирала в армію і на флот з податних станів, селян і міщан, певну кількість рекрутів. З 20 дворів брали одну людину, неодружену у віці від 15 до 20 років (проте в ході Північної війни ці умови постійно змінювалися через брак солдатів і матросів).
До кінця царювання Петра чисельність всіх регулярних військ, піхоти і кінноти, становила від 196 до 212 тисяч солдат.

## Створення флоту
Разом з реорганізацією сухопутної армії Петро приступив до створення військово-морського флоту. До 1700 року Азовський флот налічував понад 50 кораблів. В ході Північної війни був створений Балтійський флот, який до кінця царювання Петра I налічував в своєму складі 35 великих лінійних зовнішніх кораблів, 10 фрегатів і близько 200 галерних (грібних) судів з 28 тисячами матросів.

## Реформа управління
При Петрі I армія та флот отримали однотипну та струнку організацію, в армії було утворено полки, бригади і дивізії, на флоті — ескадри, дивізії і загони, була створена кавалерія єдиного драгунського типу. Для управління діючою армією була введена посада головнокомандувача (генерал-фельдмаршала), на флоті — генерал-адмірала.
Була проведена реформа військового управління. Замість Наказів Петро I заснував в 1718 році Військову колегію, у веденні якої перебувала польова армія, "гарнізонні війська" і всі "військові справи". Остаточний устрій Військової колегії був визначений указом 1719 року. Першим президентом Військової колегії став Олександр Меншиков. Колегіальна система відрізнялася від наказової передусім тим, що один орган займався розв'язанням усіх питань військового характеру. У воєнний час на чолі армії стояв Головнокомандувач. При ньому створювалися Військова рада (як дорадчий орган) і польовий штаб на чолі з генерал-квартирмейстером (помічником головнокомандувача).
В ході реформування армії була введена єдина система військових звань, що остаточно оформилася в Табелі про ранги 1722 року. Службові сходи включали 14 класів від фельдмаршала і генерал-адмірала до прапорщика. У основу служби і надання чину Табеля про ранги була покладена не родовитість, а особисті здібності.

## Забезпечення армії
Приділяючи багато уваги технічному переозброєнню армії і флоту, Петро I налагодив розробку і виробництво нових типів кораблів, нових зразків артилерії і боєприпасів. При Петрі I піхота стала озброюватися рушницями з ударно-кремнієвим замком, був введений багнет вітчизняного зразка.

## Виховання офіцерів
Уряд Петра I надавав особливого значення вихованню національного офіцерського корпусу. Спочатку всіх молодих дворян зобов'язували пройти солдатську службу в Преображенському та Семенівському гвардійських полках, протягом 10 років, починаючи з 15-річного віку. З отриманням першого офіцерського чину дворянські діти прямували в армійські частини, де служили довічно. Проте така система підготовки офіцерів не змогла повністю задовольнити зростаючі потреби в нових кадрах, і Петро I заснував низку спеціальних військових шкіл. У 1701 році в Москві відкрилася артилерійська школа на 300 чоловік, а в 1712 році в Петербурзі — друга артилерійська школа. Для підготовки інженерних кадрів було створено дві інженерні школи (у 1708 і 1719 році).
Для підготовки морських кадрів Петро I відкрив в Москві в 1701 році Школу математичних і навігацьких наук, а в 1715 році в Петербурзі — Морську академію.
Петро I забороняв призначати в офіцери осіб, які не отримали відповідної підготовки у військовій школі. Нерідкі були випадки, коли Петро I особисто іспитував «недорослів» (дітей дворянських). Тих, хто не витримував іспит, відправляли служити на флот рядовими без права призначення в офіцери.
Реформи вводили єдину систему навчання і виховання військ. На основі досвіду Північної війни були створені повчальні інструкції та статути: «Статті військові», «Установа до бою», «Для польової битви правила», «Морський статут», «Статут військовий 1716 року».
Піклуючись про моральний дух військ, Петро I нагороджував генералів, що відзначилися, установленим ним в 1698 році орденом Святого Андрія Первозванного, солдатів і офіцерів — медалями та підвищенням в чинах (солдат також грошима). В той же час Петро I ввів у армії сувору дисципліну з тілесними покараннями і стратою за тяжкі військові злочини.

## Значення
Військова система, створена урядом Петра I, виявилася настільки стійкою, що без істотних змін протрималася до кінця XVIII століття. У подальші після Петра I десятиліття XVIII століття російські збройні сили розвивалися під впливом петровських військових реформ, продовжували удосконалюватися принципи і традиції регулярної армії.
Як військовий діяч Петро I стоїть у ряді найбільш освічених і талановитих будівельників збройних сил, полководців і флотоводців російської і світової історії XVIII століття. Справою всього його життя було посилення військової потужності Московського царства і підвищення її ролі на міжнародній арені.
Як зауважує російський історик Василь Ключевський:
|  | Військова реформа була першочерговою перетворювальною справою Петра, найтривалішою і найважчою як для нього самого, так і для народу. Вона має дуже важливе значення в нашій історії; це не просто питання про державну оборону: реформа надала глибоку дію і на склад суспільства і на подальший хід подій. |